# Marocchino (cuoio)

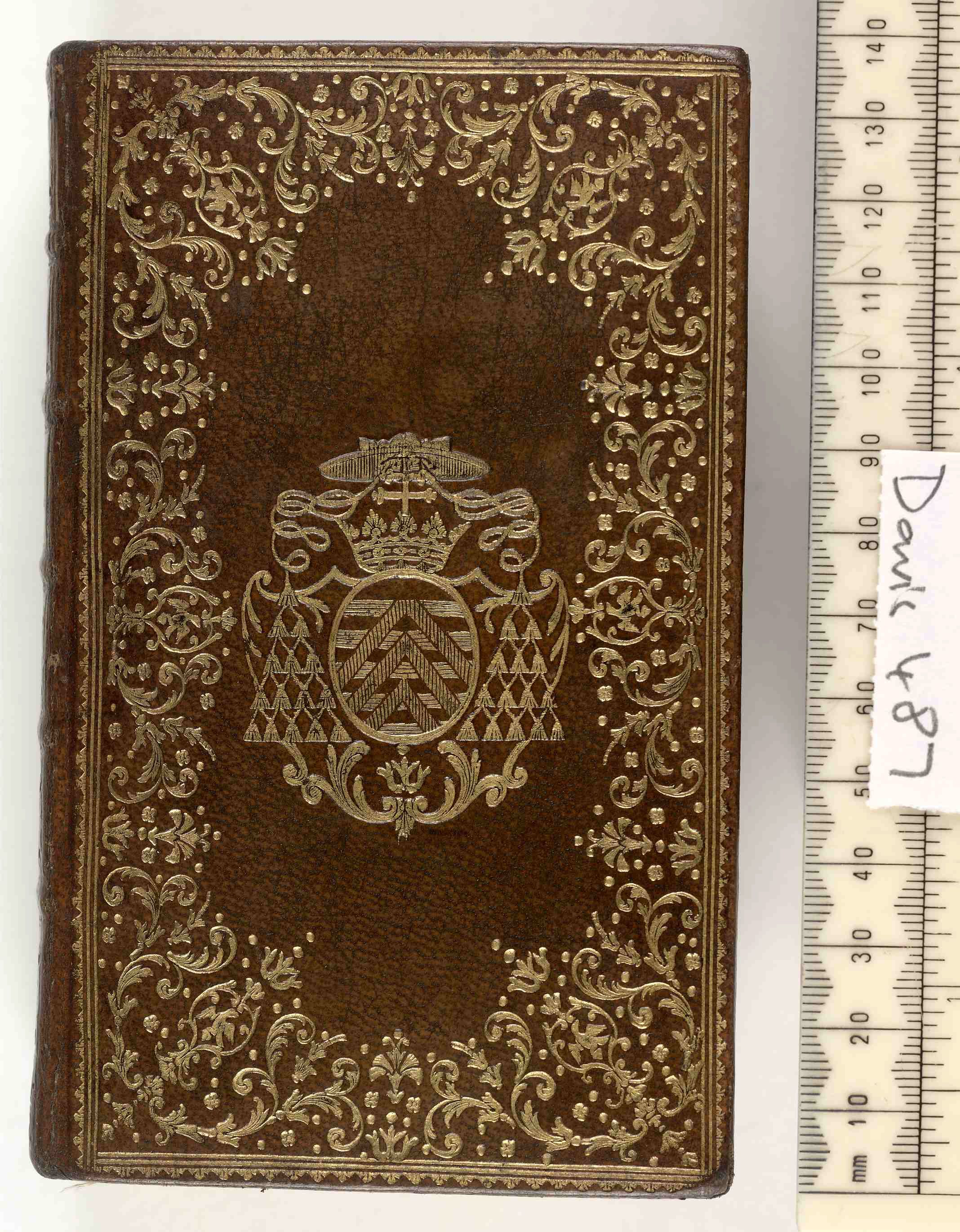
Eucologe ou livre d'Eglise imprime par l'ordre de Monseigneur l'Archeveque de Rouen a l'usage de son diocese - rilegatura in marocchino di Nicolas-Denis Derome

Il marocchino è un tipo di cuoio pregiato ottenuto dalla concia di pelle di capra o di montone, usando il tannino del sommacco o delle noci di galla con uno speciale trattamento che la rende morbida, lucida e variamente colorata con sostanze vegetali. Presenta una grana fine e irregolare. Data la sua resistenza ed eleganza e il suo costo elevato, veniva spesso utilizzato per legature pregiate. Nel Cinquecento i libri più preziosi venivano spesso rivestiti con copertine in marocchino a grana fine. Si diffuse anche per realizzare i portadocumenti di maggior pregio, tanto che in Francia è diventato sinonimo di portafoglio ministeriale.
Questo tipo di cuoio è riconoscibile dal caratteristico colore rosso, ed è usato nell'abbigliamento, soprattutto per calzature. Le scarpette rosse della celebre fiaba di Andersen erano di marocchino.
In lingua tedesca viene usato il termine Saffianleder  dalla città di Safi, dove era prodotto o commercializzato il prodotto, mentre con Saffianstiefel si indicavano gli stivali di marocchino, considerati all'epoca molto eleganti. Dalla citazione fatta nel romanzo di Denis Diderot, La Religieuse (1750) venne usato come sinonimo di gigolò.

Le pelli nel metodo tradizionale, molto risalente del tempo ed in auge prima dell'introduzione delle conce al cromo vengono trattate con calce, che determina l'eliminazione del pelo, poi trattate con tannini vegetali[5] e colorate con coloranti anch'essi vegetali. La lisciatura viene effettuata con crusca che assorbe l'eccesso di calce residua.
Una variante detta cuoio della Russia viene trattato con corteccia di betulla per rendere il prodotto resistente alle muffe.

## Citazioni in letteratura
Questo tipo di pelle viene citato dallo scrittore francese Anatole France in uno dei suoi più noti romanzi, "La rivolta degli angeli", ambientato, tra l'altro, in un'antichissima biblioteca di Parigi, contenente preziosissimi testi antichi, alcuni dei quali rilegati in "marocchino rosso" (Firenze, Sansoni Editore, 1966, pag.251).